# Thairé
Thairé és un municipi francès situat al departament del Charente Marítim i a la regió de la Nova Aquitània. L'any 2007 tenia 1.412 habitants.

## Demografia

### Població
El 2007 la població de fet de Thairé era de 1.412 persones. Hi havia 550 famílies de les quals 112 eren unipersonals (58 homes vivint sols i 54 dones vivint soles), 196 parelles sense fills, 192 parelles amb fills i 50 famílies monoparentals amb fills.
La població ha evolucionat segons el següent gràfic:
Habitants censats

### Habitatges
El 2007 hi havia 639 habitatges, 559 eren l'habitatge principal de la família, 35 eren segones residències i 45 estaven desocupats. 611 eren cases i 26 eren apartaments. Dels 559 habitatges principals, 445 estaven ocupats pels seus propietaris, 104 estaven llogats i ocupats pels llogaters i 11 estaven cedits a títol gratuït; 3 tenien una cambra, 25 en tenien dues, 65 en tenien tres, 195 en tenien quatre i 271 en tenien cinc o més. 483 habitatges disposaven pel capbaix d'una plaça de pàrquing. A 214 habitatges hi havia un automòbil i a 316 n'hi havia dos o més.

### Piràmide de població
La piràmide de població per edats i sexe el 2009 era:
| Homes | Edats   | Dones |
| ----- | ------- | ----- |
| 0     | 95 o +  | 0     |
| 1     | 90 a 94 | 1     |
| 4     | 85 a 89 | 7     |
| 0     | 80 a 84 | 3     |
| 13    | 75 a 79 | 14    |
| 28    | 70 a 74 | 31    |
| 20    | 65 a 69 | 11    |
| 27    | 60 a 64 | 28    |
| 28    | 55 a 59 | 33    |
| 57    | 50 a 54 | 40    |
| 39    | 45 a 49 | 53    |
| 34    | 40 a 44 | 45    |
| 43    | 35 a 39 | 42    |
| 50    | 30 a 34 | 34    |
| 36    | 25 a 29 | 43    |
| 24    | 20 a 24 | 21    |
| 19    | 15 a 19 | 38    |
| 39    | 10 a 14 | 28    |
| 44    | 5 a 9   | 32    |
| 38    | 0 a 4   | 23    |

## Economia
El 2007 la població en edat de treballar era de 928 persones, 702 eren actives i 226 eren inactives. De les 702 persones actives 648 estaven ocupades (340 homes i 308 dones) i 55 estaven aturades (26 homes i 29 dones). De les 226 persones inactives 96 estaven jubilades, 62 estaven estudiant i 68 estaven classificades com a «altres inactius».

### Ingressos
El 2009 a Thairé hi havia 575 unitats fiscals que integraven 1.504,5 persones, la mediana anual d'ingressos fiscals per persona era de 18.972 €.

### Activitats econòmiques
Dels 41 establiments que hi havia el 2007, 1 era d'una empresa alimentària, 1 d'una empresa de fabricació d'altres productes industrials, 17 d'empreses de construcció, 6 d'empreses de comerç i reparació d'automòbils, 2 d'empreses de transport, 3 d'empreses d'hostatgeria i restauració, 2 d'empreses immobiliàries, 4 d'empreses de serveis, 2 d'entitats de l'administració pública i 3 d'empreses classificades com a «altres activitats de serveis».
Dels 18 establiments de servei als particulars que hi havia el 2009, 2 eren paletes, 2 guixaires pintors, 2 fusteries, 5 lampisteries, 2 electricistes, 2 empreses de construcció, 1 perruqueria i 2 agències immobiliàries.
Dels 2 establiments comercials que hi havia el 2009, 1 era una botiga de menys de 120 m² i 1 una fleca.
L'any 2000 a Thairé hi havia 27 explotacions agrícoles que ocupaven un total de 1.470 hectàrees.

## Equipaments sanitaris i escolars
El 2009 hi havia una escola elemental.

## Poblacions més properes
El següent diagrama mostra les poblacions més properes.